# Dölf Reist

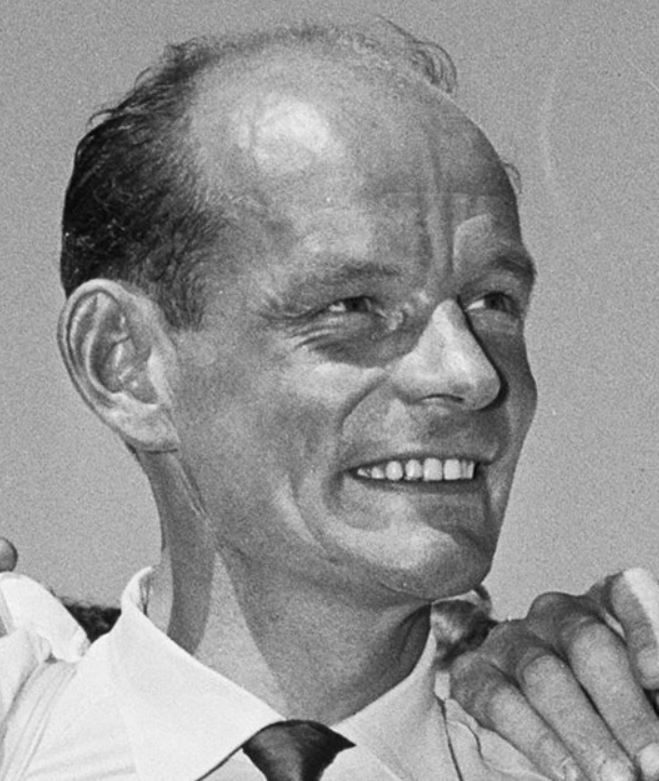
Dölf Reist (1956)

Dölf Reist (* 22. März 1921 in Sumiswald; † 20. Oktober 2000 in Interlaken) war ein Schweizer Bergsteiger und Fotograf. Zusammen mit Hansruedi von Gunten gelang ihm am 24. Mai 1956 die dritte Besteigung des Mount Everest.

## Leben

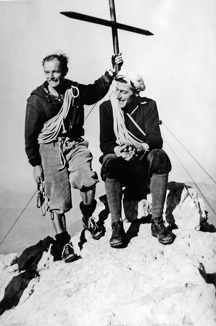
Dölf Reist (links) und Ernst Reiss 1951 auf dem Gipfel der Fleischbank im Wilden Kaiser

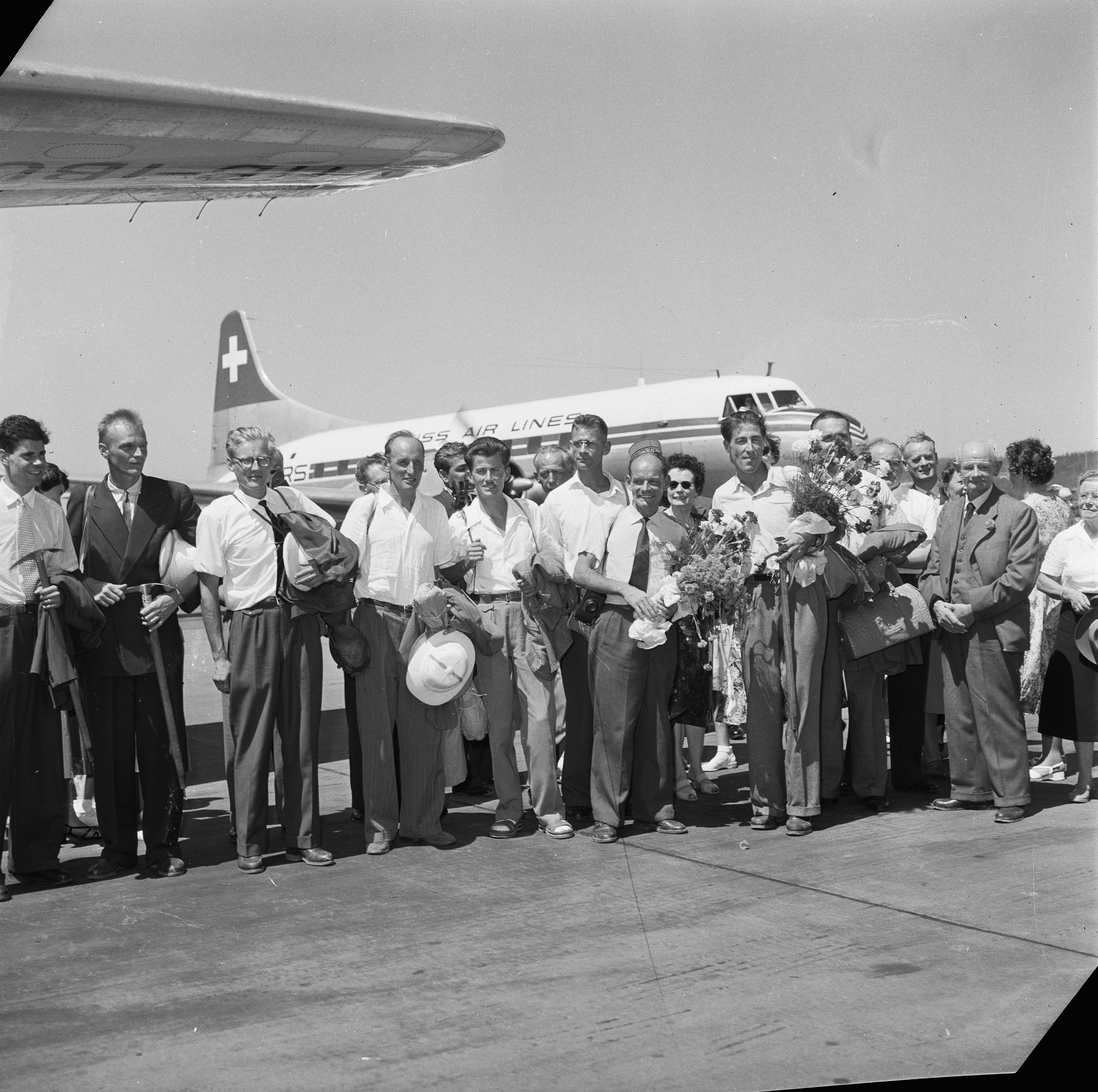
Himalaya-Expedition 1956: Mann mit Kamera Dölf Reist, rechts neben ihm Ernst Reiss

Reist hatte bereits zahlreiche Gipfel in den Alpen bezwungen. 1956 war er Mitglied der Schweizer Everest-Lhotse-Expedition, bei der er für die Ausrüstung und Bekleidung verantwortlich war. Er war Mitglied der zweiten Seilschaft dieser Expedition, die nur einen Tag nach der Besteigung durch Jürg Marmet und Ernst Schmied den Gipfel erreichte.
In weiteren Expeditionen bestieg er zahlreiche weitere Gipfel auf allen Kontinenten und machte sich einen Namen als hervorragender Naturfotograf. Sein 70'000 Bilder umfassendes Lebenswerk schenkte seine Witwe Hildi im Juni 2002 dem Schweizerischen Alpines Museum.

## Werke
- Berge der Heimat, Gipfel der Welt. Huber, Frauenfeld 1965.
- Traumberge der Welt. Huber, Frauenfeld; Stuttgart 1973, ISBN 3-7193-0457-4.
- Zu den höchsten Gipfeln der Welt. Mondo-Verlag, Lausanne 1978.
- Bilder am Lebensweg. Krebser, Thun 2000, ISBN 3-85777-145-3. (Kultur im Berner Oberland. Lebensbilder; 15).